# Diocesi di Puntarenas
La diocesi di Puntarenas (in latino: Dioecesis Puntarenensis) è una sede della Chiesa cattolica in Costa Rica suffraganea dell'arcidiocesi di San José de Costa Rica. Nel 2021 contava 216.500 battezzati su 244.100 abitanti. È retta dal vescovo Óscar Gerardo Fernández Guillén.

## Territorio
La diocesi comprende la parte settentrionale della provincia costaricana di Puntarenas e precisamente i cantoni di Aguirre, Parrita, Garabito, Esparza, Montes de Oro e Puntarenas.
Sede vescovile è la città di Puntarenas, dove si trova la cattedrale della Madonna del Carmine.
Il territorio è suddiviso in 18 parrocchie.

## Storia
La diocesi è stata eretta il 17 aprile 1998 con la bolla Sacrorum Antistites di papa Giovanni Paolo II, ricavandone il territorio dalle diocesi di San Isidro de El General (cantoni di Aguirre e Parrita) e di Tilarán (oggi diocesi di Tilarán-Liberia; cantoni di Garabito, Esparzas, Montes de Oro e Puntarenas).

## Cronotassi dei vescovi
Si omettono i periodi di sede vacante non superiori ai 2 anni o non storicamente accertati.
- Hugo Barrantes Ureña † (17 aprile 1998 - 13 luglio 2002 nominato arcivescovo di San José de Costa Rica)
- Óscar Gerardo Fernández Guillén, dal 4 giugno 2003

## Statistiche
La diocesi nel 2021 su una popolazione di 244.100 persone contava 216.500 battezzati, corrispondenti all'88,7% del totale.
| anno | popolazione | popolazione | popolazione | presbiteri | presbiteri | presbiteri | presbiteri                | diaconi | religiosi | religiosi | parrocchie |
| anno | battezzati  | totale      | %           | numero     | secolari   | regolari   | battezzati per presbitero | diaconi | uomini    | donne     | parrocchie |
| ---- | ----------- | ----------- | ----------- | ---------- | ---------- | ---------- | ------------------------- | ------- | --------- | --------- | ---------- |
| 1999 | 156.373     | 173.748     | 90,0        | 25         | 22         | 3          | 6.254                     |         | 3         | 13        | 16         |
| 2000 | 159.000     | 173.900     | 91,4        | 24         | 21         | 3          | 6.625                     |         | 3         | 22        | 17         |
| 2001 | 161.200     | 180.380     | 89,4        | 28         | 26         | 2          | 5.757                     |         | 2         | 16        | 16         |
| 2002 | 161.200     | 180.380     | 89,4        | 26         | 24         | 2          | 6.200                     |         | 2         | 22        | 16         |
| 2003 | 166.681     | 181.681     | 91,7        | 23         | 21         | 2          | 7.247                     |         | 2         | 22        | 16         |
| 2004 | 168.274     | 183.000     | 92,0        | 23         | 21         | 2          | 7.316                     |         | 2         | 22        | 16         |
| 2013 | 197.000     | 223.000     | 88,3        | 28         | 27         | 1          | 7.035                     |         | 1         | 18        | 19         |
| 2016 | 204.000     | 230.100     | 88,7        | 30         | 28         | 2          | 6.800                     |         | 2         | 18        | 18         |
| 2019 | 211.770     | 238.720     | 88,7        | 31         | 29         | 2          | 6.831                     |         | 2         | 18        | 18         |
| 2021 | 216.500     | 244.100     | 88,7        | 33         | 25         | 8          | 6.560                     |         | 8         | 18        | 18         |